# Modicogryllus luteus
Modicogryllus luteus är en insektsart som först beskrevs av Heinrich Hugo Karny 1907.  Modicogryllus luteus ingår i släktet Modicogryllus och familjen syrsor. Inga underarter finns listade i Catalogue of Life.